# Иоакимиди, Лука Александрович
Лука Александрович Иоакимиди (груз. ლუკა ალექსანდრეს ძე იოაკიმიდი; 22 июня 1909, Батум — 13 ноября 1992, Юца, Ставропольский край) — советский ватерполист и тренер по водному поло и плаванию. Заслуженный тренер СССР (1956). Заслуженный деятель физической культуры и спорта Грузинской ССР (1973). Судья всесоюзной категории по плаванию (1949).
Один из основателей грузинской школы водного поло.

## Биография
Родился 22 июня 1909 года в Батуме. В 1919 году вместе с матерью переехал в Тифлис. В юности увлекался различными видами спорта, в конечном итоге отдал предпочтение занятиям плаванием и водным поло. 
В 1934 году, пройдя стажировку в Москве и Ленинграде, начал заниматься тренерской деятельностью. Стоял у истоков создания ватерпольного клуба «Динамо» (Тбилиси), где вплоть до начала 1950-х годов совмещал выступление на позиции вратаря и тренерскую работу. В число воспитанных им ватерполистов входили призёры Олимпийских игр Нодар Гвахария, Лери Гоголадзе и Пётр Мшвениерадзе. 
С начала 1950-х и до конца 1970-х годов был старшим тренером Грузинской ССР по плаванию. На протяжении многих лет возглавлял тбилисскую СДЮШОР по плаванию. Среди его учеников были такие известные пловцы как призёр чемпионата Европы Юрий Абовян, двукратный призёр чемпионатов Европы Владимир Лавриненко, призёр Олимпийских игр Борис Никитин. 
Занимался также судейской деятельностью, участвовал в судействе соревнований по плаванию на Олимпийских играх в Москве (1980).
С мая 1991 года жил в Ставропольском крае. Умер 13 ноября 1992 года в селе Юца. 

## Семья
Одним из учеников Луки Иоакимиди был его сын Александр (род. 1948), который в 1968 году стал двукратным призёром чемпионата СССР на дистанциях 400 и 1500 метров вольным стилем. В дальнейшем он тоже занялся тренерской деятельностью, с 1990 года работает в ДЮСШ №3 города Белореченск, является Почётным работником образования РФ. 